# جبل زيتون
جبل زيتون جبل يقع بوسط الجمهورية التونسية على الحدود بين ولايتي سيدي بوزيد والقصرين، غرب مدينة بئر الحفي وجنوب غرب جبل الحفي. يبلغ ارتفاعه 872 م.